# Croix de Chariez
La croix de Chariez est une croix monumentale en pierre située sur la place Publique de la commune de Chariez, dans l'agglomération de Vesoul, dans la Haute-Saône.

## Histoire
La croix est classée au titre des monuments historiques depuis 1944.